# Saxon Sharbino

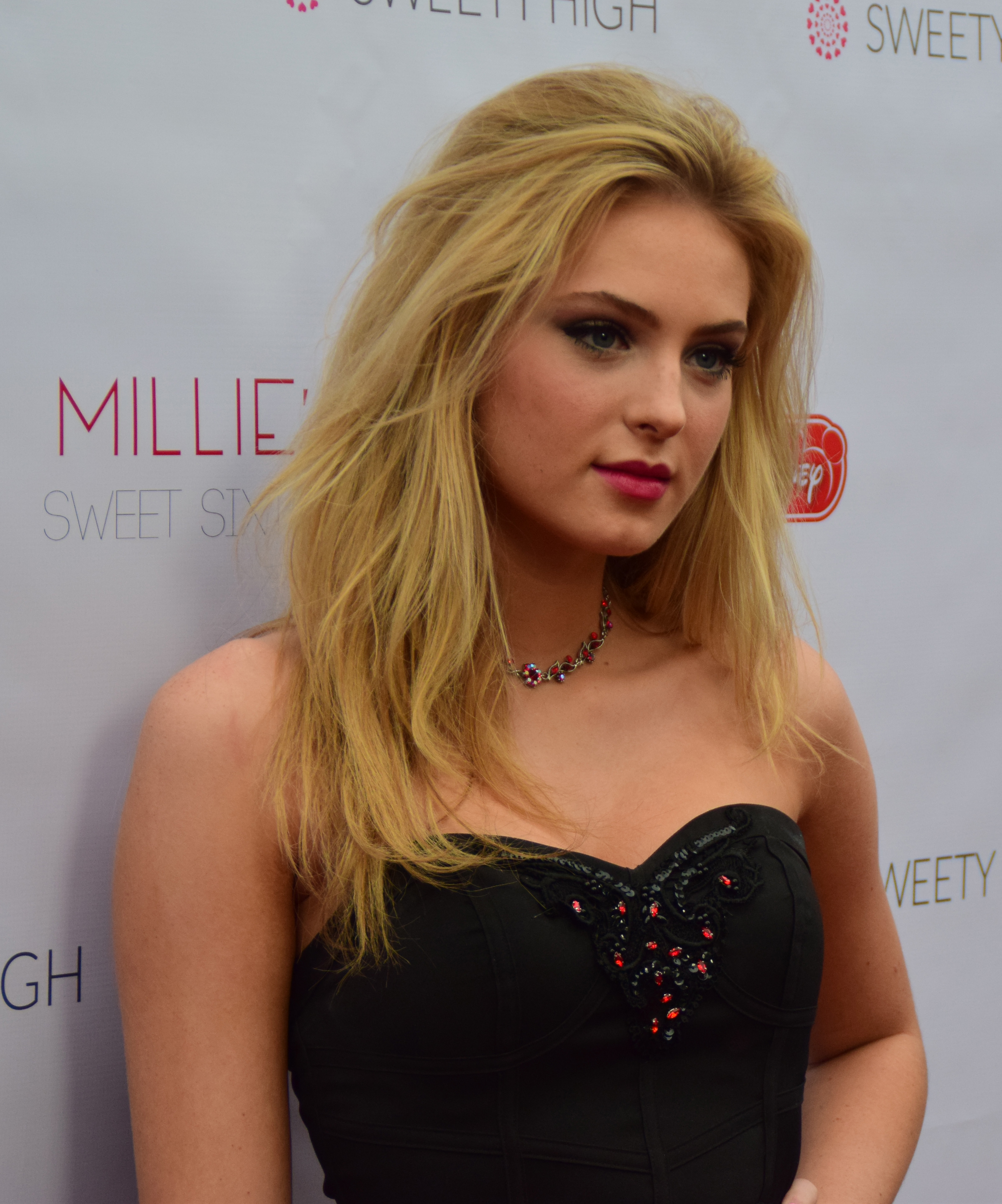
Saxon Sharbino (2015)

Saxon Paige Sharbino (* 11. Juni 1999 in Lewisville, Texas) ist eine US-amerikanische Schauspielerin. Sie wurde durch ihre Hauptrolle als Amelia Robbins in der Fernsehserie Touch bekannt.

## Leben und Karriere
Saxon Sharbino kam als Tochter von Ron und Angela Sharbino zur Welt. Sie hat einen Bruder, Sawyer, und eine Schwester, Brighton. Alle drei Kinder der Familie sind in der Filmindustrie tätig. Sie ist seit 2008 als Schauspielerin aktiv. Die Produzenten der US-amerikanischen Mysteryserie Touch wurden auf Sharbino aufmerksam, nachdem diese an einem Casting des Fernsehsenders Fox teilnahm. In der kurzlebigen Serie übernahm sie an der Seite von Kiefer Sutherland und Maria Bello die Hauptrolle der Amelia Robbins, eines Mädchens, das die Zukunft vorhersagen kann. Des Weiteren spielte sie zusammen mit William H. Macy, Amanda Peet und Sam Rockwell im Independentfilm Trust Me, der im Rahmen des Tribeca Film Festival erstmals aufgeführt wurde.
2015 erschien eine Neuverfilmung von Poltergeist, in der Sharbino die Hauptrolle der Kendra Bowen spielt.

## Filmografie
- 2008: Friday Night Lights (Fernsehserie, Folge 3x05)
- 2010: Red, White & Blue
- 2010: Earthling
- 2010: Tierisch Cool – Ein Hund in New York (Cool Dog)
- 2010: Red White & Blue
- 2010: I Spit on Your Grave
- 2011: Julia X 3D
- 2012: Rogue
- 2013: Trust Me
- 2013: Touch (Fernsehserie, 14 Folgen)
- 2015: Poltergeist
- 2016–2017: Love (Fernsehserie, 4 Folgen)
- 2017: Bedeviled – Das Böse geht Online (Bedeviled)
- 2017: American Vandal (Fernsehserie, 3 Folgen)
- 2017: Law & Order: Special Victims Unit (Fernsehserie, Folge 19x02)
- 2017: Freakish (Fernsehserie, 9 Folgen)
- 2017: Lucifer (Fernsehserie, Folge 3x04)
- 2018: Urban Country
- 2019: Beyond the Law
- 2020: Mile High Escorts
- 2021: Burb Patrol (Fernsehserie, 3 Folgen)
- 2022: Out of Hand
- 2024: The Keepers of the 5 Kingdoms